# Хусин, Юлиус Алоизий
Юлиус Алоизий Хусин (индон. Yulius Aloysius Husin, 15 августа 1937 года, Аса, Калимантан, Голландская Ост-Индия — 13 октября 1994 года, Палангкараи, Индонезия) — католический прелат, первый епископ Палангкараи с 5 апреля 1993 года по 13 октября 1994 года. Член монашеской конгрегации «Миссионеры Святого Семейства».

## Биография
25 июля 1964 года рукоположён в священники для служения в монашеской конгрегации «Миссионеры Святого Семейства».
5 апреля 1993 года Римский папа Иоанн Павел II издал буллу Venerabiles Fratres, которой учредил епархию Палангкараи и назначил его первым епископом этой епархии. 17 октября 1993 года состоялось его рукоположение в епископы, которое епископ Банджармасина Франциск Ксаверий Рочарджанта Прадасута в сослужении архиепископом Понтианака Иеронимом Геркуланусом Бумбуном и епископом в отставке епархии Банджармасина Жаном Гийомом Демарто.
Скоропостижно скончался в октябре 1994 года. Похоронен в старой церкви кафедрального собора епархии Палангкараи.